# Республиканская премия имени Степана Злобина
Премия имени Степана Злобина — республиканская литературная премия. Учреждена в 1996 году Объединением русских писателей (ОРП) при Союзе писателей Республики Башкортостан.
Создана в память о выдающемся русском писателе Степане Павловиче Злобине для литераторов, пишущих на русском языке и проживающих на территории Республики Башкортостан.

## Цель премии
– удовлетворение духовных потребностей народов Республики Башкортостан;
– пропаганда литературно-художественного творчества русских и русскоязычных писателей Башкортостана, а также новинок башкирской прозы и поэзии в переводе на русский язык;
– патриотическое и художественно-эстетическое воспитание читателей;
– сохранение и умножение богатств русского языка и других духовных и культурно-нравственных ценностей;
– пропаганда среди населения идей дружбы и братства между народами, обществоведческих, экономических, экологических знаний, достижений в области созидательной деятельности, науки, культуры и искусства.

## Основные задачи премии
всестороннее освещение жизни народов Республики Башкортостан;
освещение истории, традиций, культуры, достижений в области науки, искусства, образования русского, башкирского и других народов республики;
всемерное содействие укреплению отношений дружбы, взаимоуважения и согласия между народами Республики Башкортостан, утверждению в обществе здоровой нравственности и морали.

## Порядок присуждения
– за выдающийся вклад в развитие русской литературы Республики Башкортостан;
– за значительные художественные произведения, талантливо отображающие многосложность и противоречивость нашего времени;
– за достижения в области переводной литературы;
– за большой организаторский вклад в укрепление позиций ОРП при СП РБ и всего Союза писателей Республики Башкортостан.
Представление на соискание премии производится творческими союзами, редакциями литературных и общественно-политических газет и журналов, книжными издательствами, государственными и общественными организациями, авторитетными деятелями искусства, культуры, литературы.
Решение о присуждении премии принимается большинством голосов членов комиссии по присуждению премии им. С. П. Злобина, путём открытого голосования. Состав комиссии определяется Объединением русских писателей при Союзе писателей РБ, включает в себя 5 (пять) членов ОРП при СП РБ.
Лауреат объявляется до 24-го ноября ко дню рождения С. П. Злобина (возможно вручение в другие значимые даты).
Ежегодно (при отсутствии достойной кандидатуры вручается раз в два года) называется один лауреат премии имени С. П. Злобина, кандидатуры, уже награжденные премией им. С. П. Злобина повторно не рассматриваются.

## Комиссия
Состав комиссии по присуждению премии имени С. П. Злобина:
1. Горюхин Юрий Александрович
2. Докучаева Алла Анатольевна
3. Зиганшин Камиль Фарухшинович (председатель)
4. Санникова Наталия Николаевна
5. Чураева Светлана Рустэмовна

## Лауреаты

### 1996
Мурат Галимович Рахимкулов (30 апреля 1925 — 4 мая 2015)

### 1997
Александр Павлович Филиппов (7 ноября 1932 — 15 октября 2011)

### 1998
Роберт Васильевич Паль (род. 15 апреля 1938)

### 1999
Леонид Алексеевич Лушников (26 августа 1929 — 28 июня 2010)

### 2000
Юрий Анатольевич Андрианов (13 февраля 1953 — 21 августа 2007)
Ильяс Иштуганович Валеев (род. 25 января 1949)

### 2002
Марсель Абдрахманович Гафуров (10 мая 1933 — 16 июня 2013)

### 2003
Ямиль Мустафьевич Мустафин (20 мая 1927 — 29 октября 2021) 

### 2004
Рим Билалович Ахмедов (29 октября 1933 — 25 января 2017)

### 2005
Камиль Фарухшинович Зиганшин (род. 15 марта 1950)

### 2006
Геннадий Ефимович Баннов (28 декабря 1928 — 16 апреля 2017)

### 2007
Георгий Иванович Кацерик (12 мая 1934 — 26 декабря 2020)

### 2008
Владимир Владимирович Денисов (род. 10 апреля 1953)

### 2009
Юрий Александрович Горюхин (род. 28 февраля 1966)

### 2010
Алла Анатольевна Докучаева (род. 7 января 1935)
Михаил Васильевич Ерилин (16 ноября 1945 — 24 июля 2012)

### 2011
Николай Леонидович Грахов (род. 26 ноября 1946)

### 2012
Сергей Иванович Матюшин (14 сентября 1943 — 9 ноября 2012)

### 2014
Игорь Павлович Максимов (22 мая 1921 - 9 февраля 2017)

### 2016
Игорь Александрович Фролов (род. 30 мая 1963)

### 2018
Светлана Рустэмовна Чураева (род. 13 июня 1970)

### 2022
Наталия Николаевна Санникова (род. 7 ноября 1975)
Леонид Алексеевич Соколов (род. 8 июля 1953)

### 2024
Всеволод Олегович Глуховцев (род. 12 января 1965)